# Alt porn

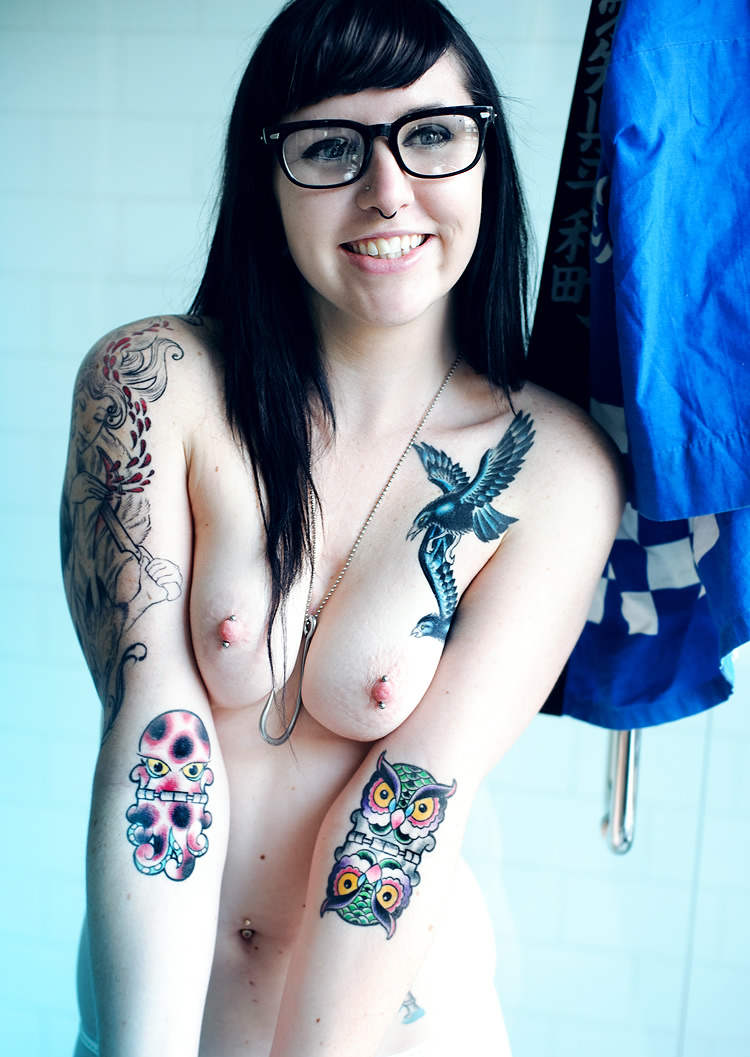
La SuicideGirl Cruella posa per una tipica foto di genere Alt porn.

L'Alt porn, noto anche come Alternaporn o porno alternativo, è una controcultura che collega la pornografia a diversi tipi di sottoculture (come ad esempio emo, goth, metallari, punk o hipster). Talvolta i film o le foto softcore o hardcore che appartengono a questo genere vengono definite anche come porno indie, sebbene le produzioni di quest'ultimo tipo non hanno un vero e proprio legame con le sottoculture alternative.

## Caratteristiche

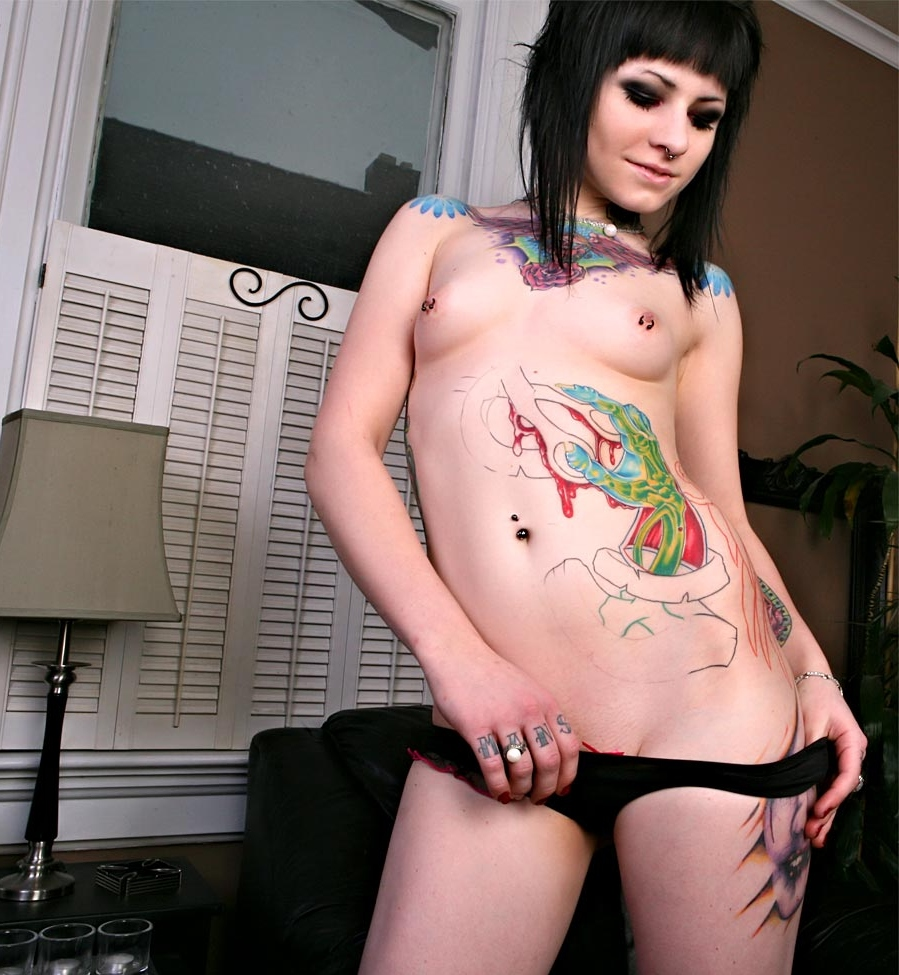
La modella SuicideGirls Bullet rappresenta lo stile Alt porn con numerosi tatuaggi e piercing distribuiti sul suo corpo.

Secondo la definizione data da Enrico Biasin, Giovanna Maina e Federico Zecca nel volume Porn After Porn. Contemporary Alternative Pornographies l'Alt porn è «un porno che rifiuta di essere “semplicemente porno” e trova significati diversi e nuove raison d'être “fuori” sé stesso».
Diffusosi sul finire degli anni novanta e l'inizio del duemila soprattutto negli Stati Uniti, l'Alt porn vide inizialmente la diffusione di foto softcore ed hardcore su siti web come GothicSluts.com, Raverporn.net e NakkidNerds. Le protagoniste di questo genere di foto erano ragazze con tatuaggi, piercing, capelli colorati e dreadlocks, che si ponevano in aperto contrasto con l'immagine tradizionale della pornostar (in precedenza il mondo emergente di modelli goth, punk e cyberpunk era considerato una "sottocultura erotica").
Nel 2001 è nato SuicideGirls, uno dei siti più popolari di foto Alt porn e che ha contribuito ad un aumento di portali analoghi a partire dal 2002.
Le caratteristiche estetiche dei modelli etero, gay, lesbiche o transessuali impiegati nella realizzazione di film o foto di tipo Alt porn comprendono modifiche corporee come tatuaggi, piercing, scarificazioni o capelli tinti.
Le produzioni di genere Alt porn sono realizzate sia da studi tradizionali sia da fotografi e registi fai-da-te, che producono il loro materiale in modo amatoriale, diffondendolo online attraverso siti personali o specializzati.

## Controversie

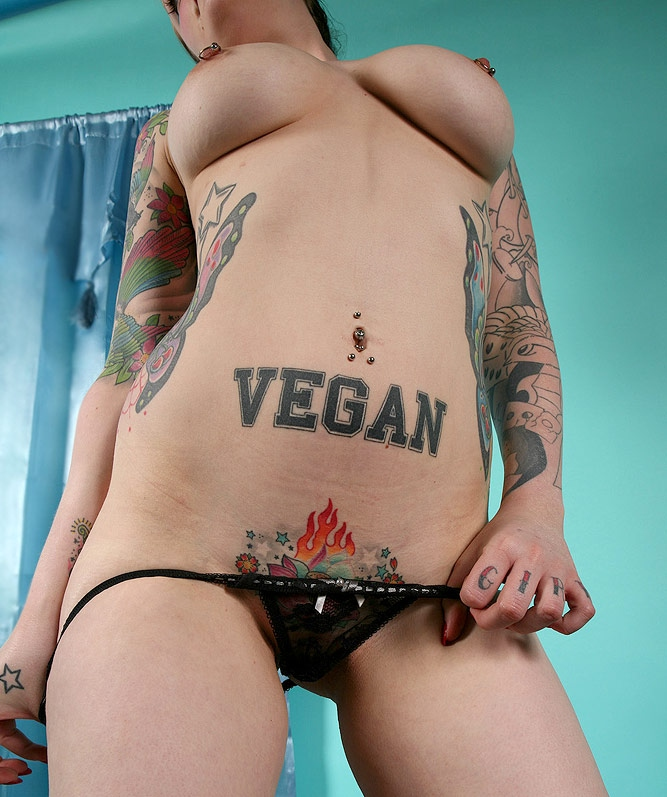
Foto Alt porn di una donna con un tatuaggio sul veganismo.

Molti ritengono che trovare una differenziazione tra il porno di massa e l'Alt porn è difficile poiché i tratti che contraddistinguono quest'ultimo genere di produzioni possono essere rintracciate anche nella pornografia considerata mainstream. Come scrive Giovanna Maina nel libro Porn After Porn. Contemporary Alternative Pornographies infatti, «il paesaggio del porno contemporaneo è troppo complesso e stratificato per tracciare confini definiti e insormontabili tra le due sfere, e credo che sia più produttivo indagarne le sovrapposizioni e gli scambi». Altri sostengono invece l'idea che l'alt-porn, essendosi posto in contrasto con gli standard tradizionali produca nuovi stereotipi e tenda a rivolgersi verso un particolare target per cercare di esaudire le loro richieste.
Ci sono state inoltre alcune controversie sulla definizione ideologica di Alt porn, sulla possibilità di limitare i contenuti pubblicati a fotografie softcore piuttosto che includere contenuti espliciti sessualmente, sulla possibilità di realizzare contenuti esplicitamente femministi e sull'apertura verso produzioni con modelli di tutti i generi e corpi piuttosto che giovani donne convenzionalmente attraenti.
Anche la libertà dei modelli di esprimere le proprie idee sull'industria pornografica, i loro impiegati e le agende politiche è un tema molto sentito. Lo stesso SuicideGirls è stato criticato per aver limitato la possibilità da parte di alcune modelle di fare commenti pubblici su argomenti di questo tipo.

## Film

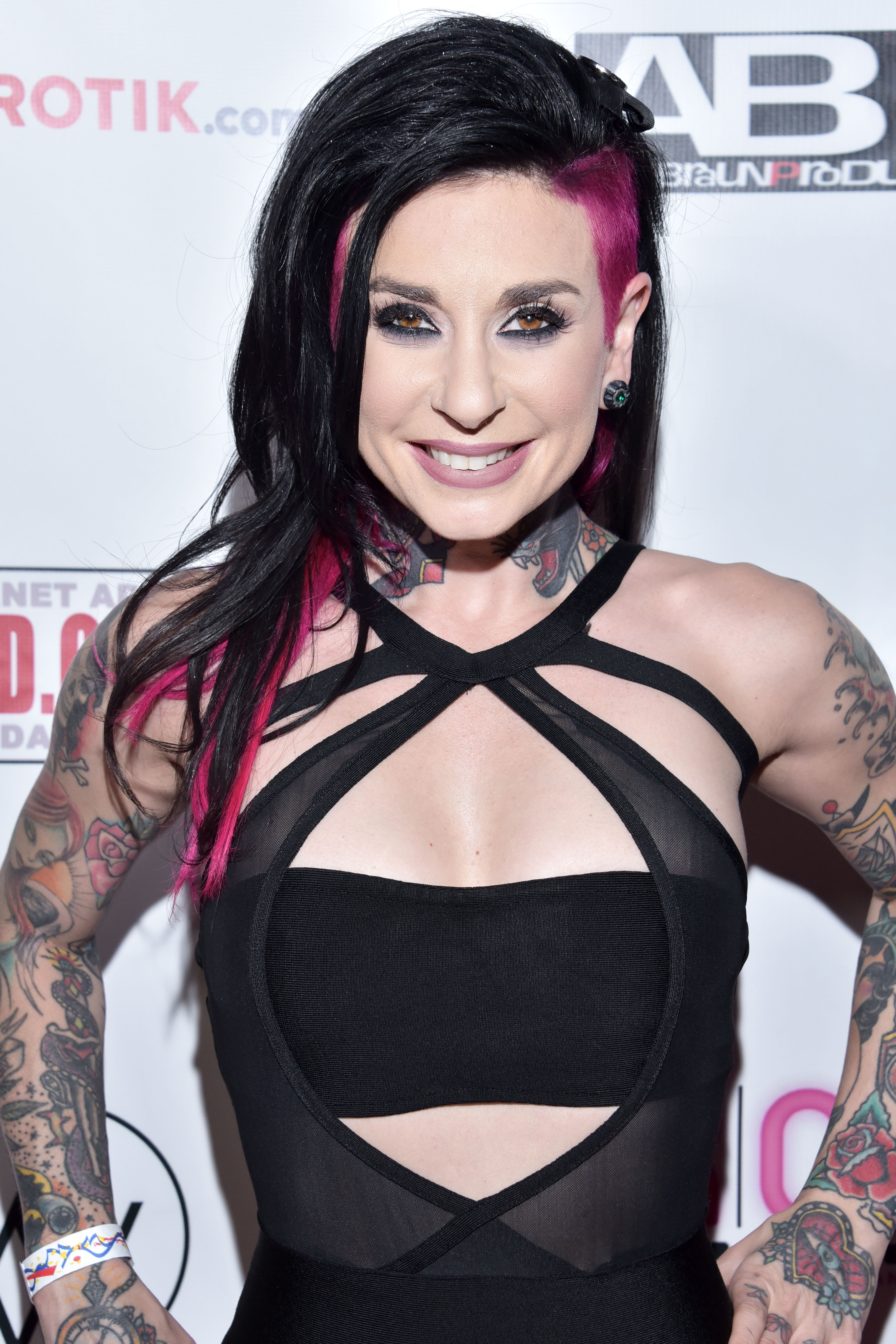
Joanna Angel, attrice e regista pornografica, ha fondato nel 2002 lo studio Burning Angel, specializzato nelle produzioni Alt porn.

I contenuti di genere Alt porn hanno iniziato a diffondersi nel cinema pornografico intorno al 2004, insieme a registi e produttori specializzati esclusivamente nel genere. Nella creazione di video di questo tipo, secondo alcuni commentatori, hanno delle influenze i lavori di Gregory Dark ed il cinema della trasgressione di Richard Kern.

### Esempi di produzioni Alt porn
Tra gli esempi di film pornografici di genere Alt porn si possono citare:
- Joanna Angel: Joanna Angel's Guide 2 Humping (2006)
- Dana DeArmond: Dana DeArmond does the Internet, Role Modeling (2007).
- Kimberly Kane: Morphine (2008), Triple Ecstasy (2006)
- Eon McKai: Art School Sluts (2004), Kill Girl Kill 1–3 (2005), Debbie Loves Dallas (2007), Doll Underground (2008).
- Dave Naz: Sugar Town (2008), Skater Girl Fever (2006).
- Antonio Passolini: The Ozporns (2002), Café Flesh 3 (2003).
- Benny Profane: Hospital (2008), Bullets & Burlesque (2008).
- Vena Virago: Honey Bunny, Eatside Story.
- Octavio Winkytiki: The Bad Luck Betties, Man’s Ruin, The ReBelle Rousers (2006).
- Jack the Zipper: Stuntgirl (2004), Blacklight Beauty (2005), Razordolls (2006)

### Pornostar e registi famosi
Tra le pornostar ed i registi famosi per partecipare a produzioni Alt porn si ricordano:
- Joanna Angel, attrice e regista pornografica statunitense, nel 2002 ha fondato lo studio specializzato nella produzione Alt porn Burning Angel[13];
- Belladonna, ex attrice e regista pornografica statunitense;
- Dana DeArmond, attrice e regista pornografica statunitense;
- Sasha Grey, ex attrice pornografica statunitense;
- Small Hands, attore pornografico statunitense, vincitore dell'AltPorn Awards della categoria Best Male Performer of the Year nel 2018[17];
- Katrina Jade, attrice pornografica statunitense, ha recitato in film che hanno vinto diversi premi nell'edizione 2018 degli AltPorn Awards[17];
- Daniel James, attore pornografico statunitense nato con una paralisi cerebrale ed attivo dal 2016 in produzioni Alt porn[18];
- Kimberly Kane, attrice e regista pornografica statunitense, ha diretto film per la divisione della società Vivid Entertainment specializzata nell'Alt porn[19];
- Riley Mason, attrice pornografica statunitense;
- Eon McKai, regista pornografico statunitense, autore nel 2006 di un remake Alt porn del film Vortice erotico del 1985[9];
- Bonnie Rotten, attrice e regista pornografica statunitense, considerata la prima del genere Alt porn a vincere l'AVN Award come Female Performer of the Year Award[20];
- Karma Rx, attrice pornografica statunitense vincitrice di un premio dell'edizione 2019 degli AltPorn Awards[21];
- Charlotte Sartre, attrice pornografica statunitense, vincitrice dell'AltPorn Awards della categoria Best Female Performer of the Year nel 2018[17];
- Stoya, modella ed ex attrice pornografica statunitense;
- Kleio Valentien, attrice pornografica statunitense, ha debuttato con lo studio Burning Angel ed ha preso parte a diverse produzioni di tipo Alt porn[22].

### Premi e riconoscimenti
Gli attori e registi di genere Alt porn, per le loro attività, hanno ricevuto e ricevono premi cinematografici dell'industria pornografica come gli AVN Awards o gli XBIZ Awards. Per premiare e supportare il lavoro chi realizza materiale di questo tipo dal 2010 è stato istituito anche l'AltPorn Awards, un premio che viene organizzato annualmente dal portale Altporn.net e che è suddiviso in diverse categorie.